# Cape Romain National Wildlife Refuge
Das Cape Romain National Wildlife Refuge ist ein kleineres National Wildlife Refuge im südöstlichen South Carolina nahe Awendaw (South Carolina). Das 1932 geschaffene Schutzgebiet umfasst Land- und Wasserflächen, Bäche, Buchten, Salzmarsch und vorgelagerte Inseln. Der größte Teil des Gebiets ist nur im Boot zugänglich. Die Einrichtungen umfassen ein Besucherzentrum, das am U.S. Highway 17, etwa eine halbe Autostunde von Charleston (South Carolina) entfernt liegt. Bei der Sonnenfinsternis am 21. August 2017 hat der Kernschatten hier das kontinentale Amerika verlassen.

## Lighthouse Island
Cape Romain National Wildlife Refuge verfügt über zwei historische Leuchttürme, die beide auf Lighthouse Island liegen.  Die beiden Cape Romain Lighthouses finden sich im National Register of Historic Places.

## Sewee Visitor & Environmental Education Center
Im Sewee Center finden sich Exponate aus verschiedenen lokalen Ökosystemen sowie aus dem historischen Erbe von South Carolina Lowcountry. Die Einrichtungen umfassen einen Schulungsraum, einen Vorlesungssaal, ein Buchgeschäft sowie Bereiche für Picknick. Das Center wird gemeinsam von U.S. Fish and Wildlife Service und U.S. Forest Service unterhalten und bietet naturkundlichen Schulungen und Aktivitäten an.